# Cryphia mediostrigata
Cryphia mediostrigata là một loài bướm đêm trong họ Noctuidae.